# Николай Караиванов
Николай Вичев Караиванов е български офицер, бригаден генерал.

## Биография
Роден е на 28 декември 1962 г. в Димитровград. През 1981 г. завършва Техникум по автотранспорт в Хасково със специалност „Ремонт и
експлоатация на автомобили“. Завършва Висшето народно военно училище във Велико Търново през 1985 г. със специалност „танкист строеви“
Службата си започва като командир на танков взвод в Ямбол, а след това командва танкова рота. Между 1990 и 1993 г. е началник на щаба на отделен танков батальон към седма мотострелкова дивизия в Ямбол. 
От 1991 г. е вербуван от Държавна сигурност във военното контраразузнаване с псевдоним „Майк“.
През 1995 г. завършва Военната академия в София, а през 2011 г. завършва нейния Генерал-щабен факултет. Между 1995 и 1997 г. е командир на танков батальон в 49 мотострелкови полк в Симеоновград. От 1997 до 1998 г. е заместник-командир на полка. През 2005 г. е на 8-месечна мисия в град Дивания в Ирак като заместник-командир на пети пехотен батальон. В периода 2008 – 2010 г. е началник на щаба на 61-ва Стрямска механизирана бригада в Карлово. През 2010 г. е заместник-командир на бригадата. От 2011 до 2013 г. е началник на отдел „Подготовка на войските и силите“ в Щаба на
Сухопътни войски, а след това до 2015 г. е началник на отдел „Подготовка и сертификация“ в Дирекция „Операции и подготовка“ в Щаба на отбраната. От 20 март 2015 г. е заместник-директор на дирекция „Операции и подготовка“ в Министерството на отбраната. 
От 5 юли 2017 г. е началник-щаб на Сухопътните войски на България и повишен в звание бригаден генерал.
С указ № 213 от 17 август 2021 г. е освободен от длъжността началник-щаб на Сухопътните войски и назначен за заместник-командир на Сухопътните войски; и двете считани от 1 септември 2021 г.
С указ № 233 от 19 декември 2023 г. бригаден генерал Николай Вичев Караиванов е освободен от длъжността заместник-командир на Сухопътните войски и от военна служба, считано от 28 декември 2023 г.  и зачислен в резерва.

## Военни звания
- Лейтенант (1985)
- Старши лейтенант (1987)
- Капитан (1990)
- Майор (1995)
- Подполковник (1999)
- Полковник (2008)
- Бригаден генерал (5 юли 2017)